# Jan Korec
Jan Korec (27. prosince 1856, Protivanov – 16. července 1913, Urbanov) byl český pedagog a spisovatel.

## Biografie
Jan Korec se narodil v roce 1856 v Protivanově, v roce 1876 absolvoval brněnské gymnázium na ulici Kpt. Jaroše. Mezi lety 1876 a 1880 absolvoval obor klasické filologie a filosofie na Filozofické fakultě Univerzity Karlovy. Následně pak mezi lety 1881 a 1884 učil v pozici suplenta na Slovanském gymnáziu v Olomouci. V roce 1887 pak získal titul doktora filozofie na FF UK, v tu dobu pak učil mezi lety na gymnáziu v Kroměříži, tam učil do roku 1890, kdy odešel do Brna, kde pak učil do roku 1908 na tamním gymnáziu. Od roku 1908 do roku 1913 působil jako ředitel gymnázia v Třebíči. V listopadu téhož roku odešel do Urbanova, kde zemřel u svého bratra, následně byl převezen do Brna, kde byl pohřben na Ústředním hřbitově.
Jeho bratry byl katolický kněz, pedagog, kritik a překladatel Tomáš Korec a farář v Řeznovicích František Korec. Měl několik dětí, jeho dcerou byla novinářka a publicistka Josefina Golombková, syny byli rada finanční prokuratury a právník František Korec, diplomat a právník Vladimír Korec a úředník Jan Korec. Spolupracoval s filologem Františkem Bartošem a teologem Vladimírem Šťastným.
Byl členem Matice moravské. Publikoval práce o římských či řeckých autorech. Věnoval se také pracím o české literatuře nebo dalším studiím.